# Elin Jönsson
Elin Kristina Lovisa Jönsson, född den 31 augusti 1973 i Stockholm, är en svensk journalist och författare. 

## Biografi
Jönsson har under flera år arbetat som frilansjournalist, främst i Ryssland för bland annat SVT (Aktuellt och Rapport) och Sveriges Radio (Ekot, Radio Europa och Studio Ett). Jönsson läste ryska på gymnasiet och besökte Sovjetunionen första gången genom ett utbytesår med AFS Interkulturell Utbildning 1991. Hon råkade då befinna sig i Moskva under augustikuppen mot Michail Gorbatjov, där hennes värdfamilj skickade ut henne på landsbygden för att ha henne i säkerhet. Hon kom under 1990-talet att tillbringa långa perioder i Ryssland.
Jönsson utgav 2008 en reportagebok om massakern i Andizjan 2005 i Uzbekistan, där hon varit på uppdrag för Sveriges Radio och SVT. Boken beskrivs av Maciej Zaremba som "ett imponerande stycke journalistik" som lyfter fram den blodigaste massakern sedan Himmelska fridens torg 1989, men där händelserna i Uzbekistan av olika orsaker fått oproportionerligt liten uppmärksamhet i nyhetsrapporteringen.
Hon regisserade samma år tillsammans med Magnus Gertten dokumentärfilmen Long Distance Love om en kirgizisk gästarbetare i Moskva. Hon har även ingående följt krigen i Tjetjenien och deras återverkningar på Ryssland.
Hon gifte sig 2000 med Mats Nileskär, men paret skilde sig några år senare.

## Filmografi
- Long Distance Love – Producent Magnus Gertten och Lennart Ström. Auto Images (2008). Foto: Jon Rudberg, musik: Magnus Jarlbo[4]

## Utmärkelser
- 2009 – Politkovskaja-priset för boken "Konsten att dölja en massaker".[5]
- 2009 – Eldh-Ekblads fredspris 2009
- 2024 – Cordelia Edvardson-priset, med motiveringen "Under Rysslands krig mot Ukraina har Elin Jönsson klivit fram som en av våra största journalistiska berättare. Hon var på plats redan när Ryssland annekterade Krim 2014 liksom när Charkiv befriades och massgravarna i Izium hittades 2022. Elin Jönssons varma, empatiska blick och lugna tilltal leder betraktarens sinne in i berättelserna, där vi inte bara informeras utan även ges utrymme att tänka – och känna – själva. Hon går alltid i den klassiska journalistikens fotspår genom att vara på plats, och beskriver det som sker utan att falla för frestelsen att fylla motivet med sin egen rygg."[6]